# Eacles imperialis

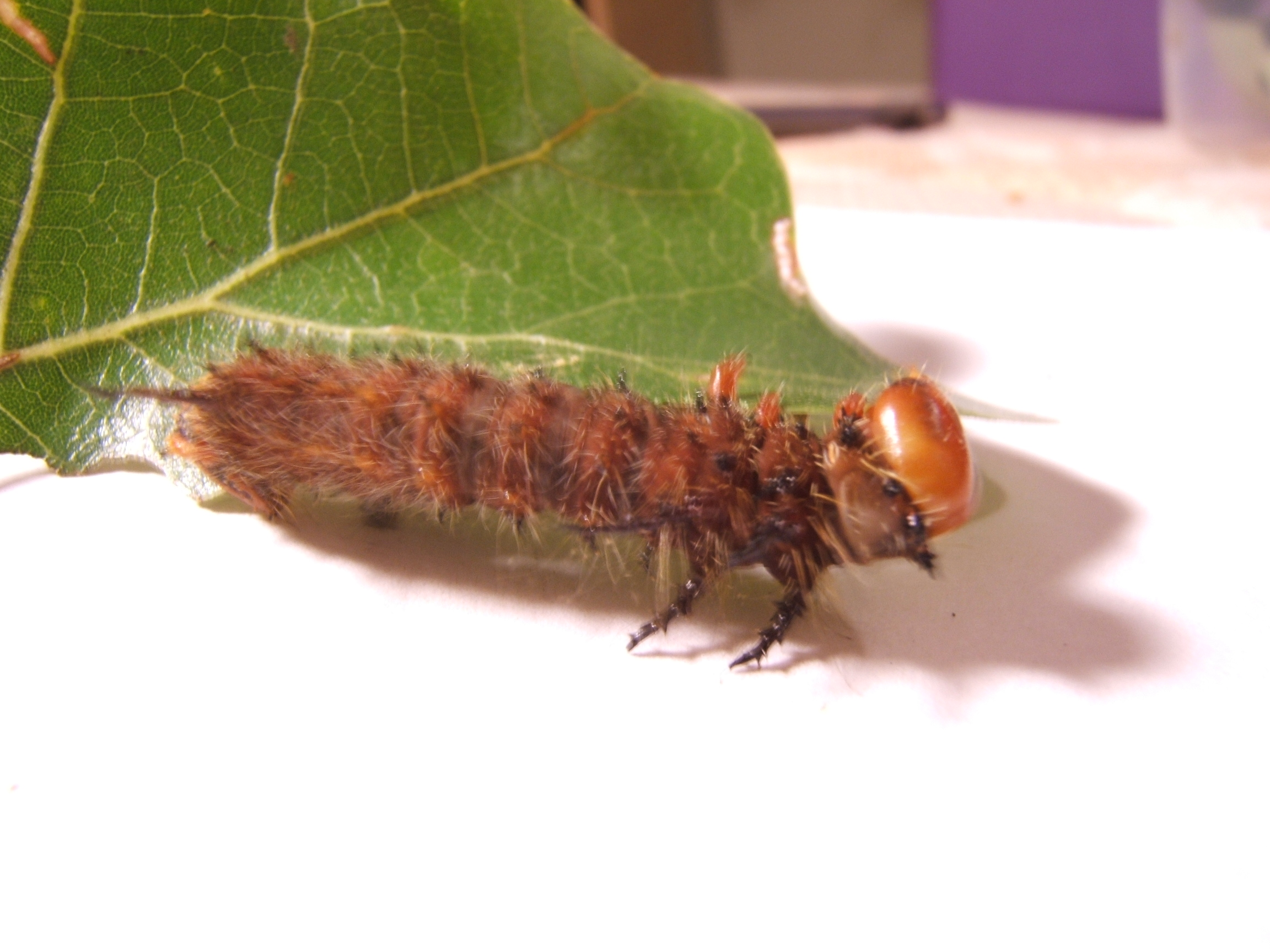
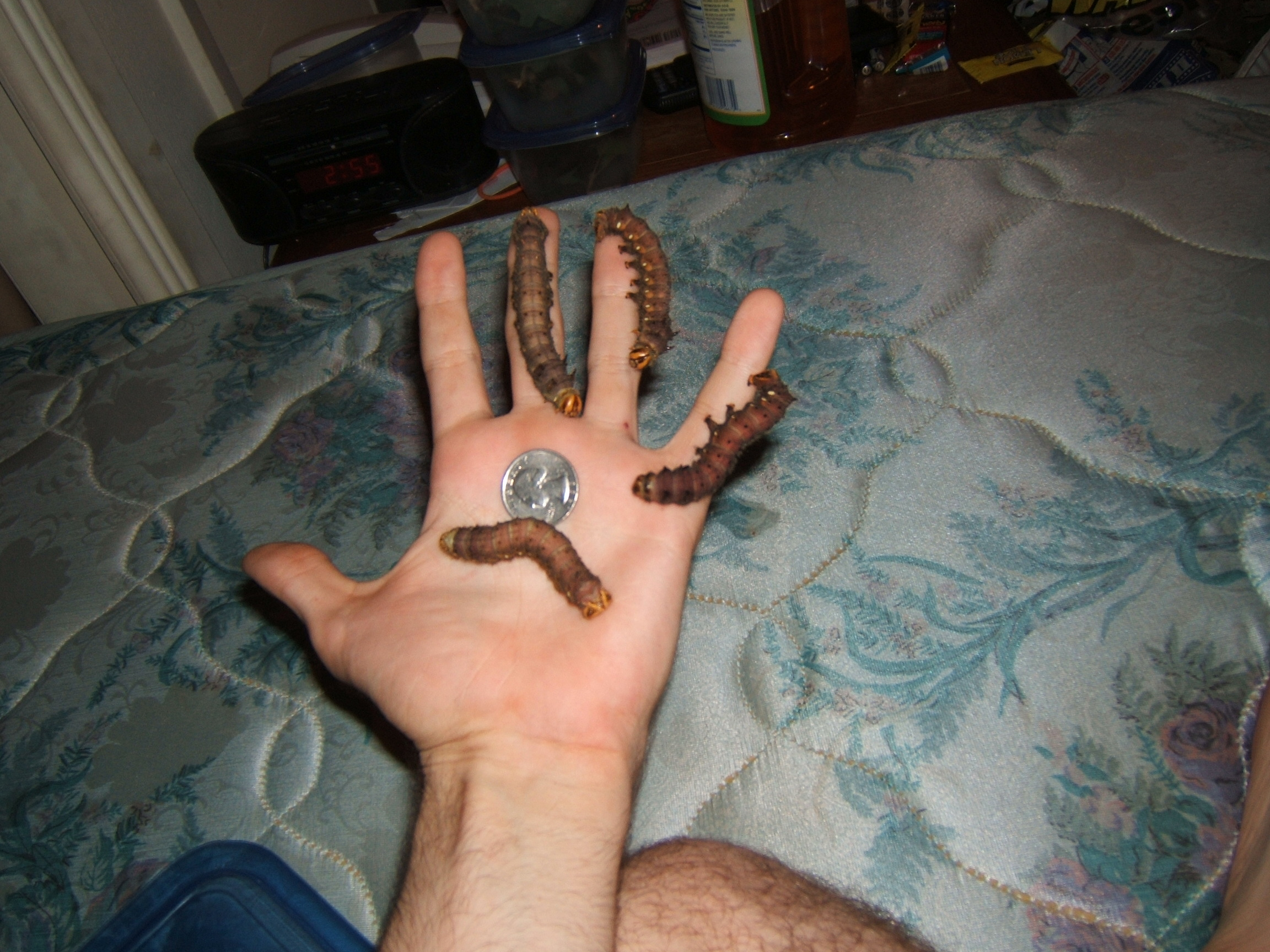
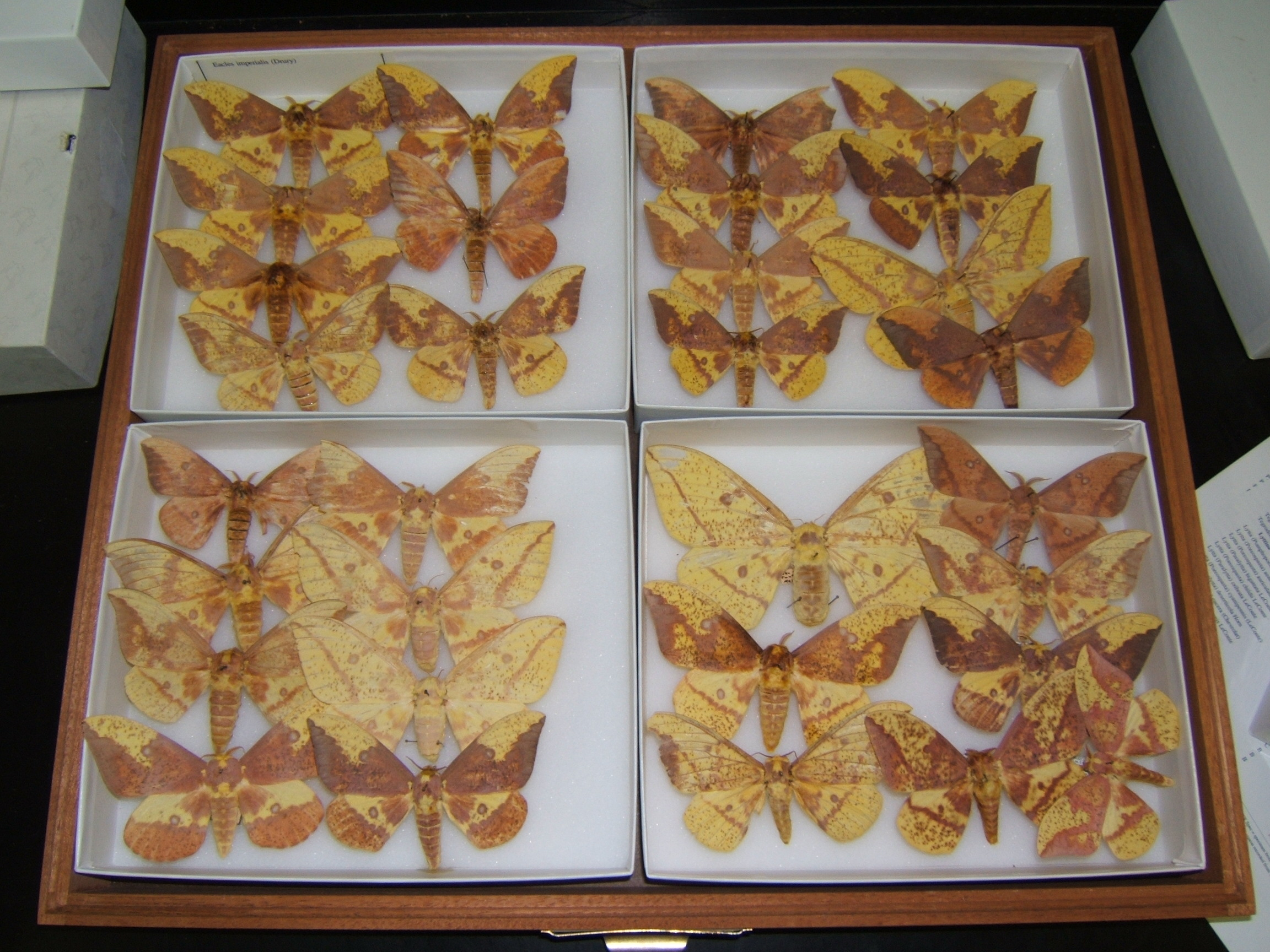

Eacles imperialis (Engels: Imperial Moth) is een nachtvlinder uit de familie Saturniidae, de nachtpauwogen. De vlinder heeft een spanwijdte van 80 tot 175 millimeter.
Het verspreidingsgebied loopt van het oostelijk deel van Noord-Amerika tot het noorden van Zuid-Amerika. Er vliegt één generatie per jaar, in het noordelijk deel van juni tot en met augustus en in het zuidelijk deel van april tot oktober.
De rups van de vlinder leeft op een grote verscheidenheid aan waardplanten. Voorbeelden zijn de den, eik en esdoorn. Na de verpopping neemt de vlinder geen voedsel meer tot zich en zal daarom niet langer dan een tiental dagen leven.

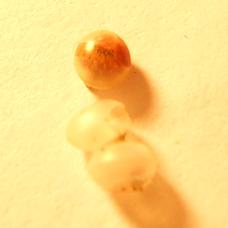
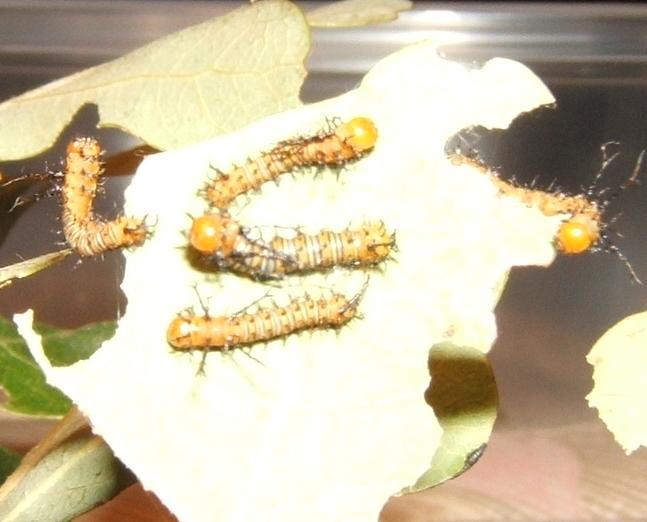
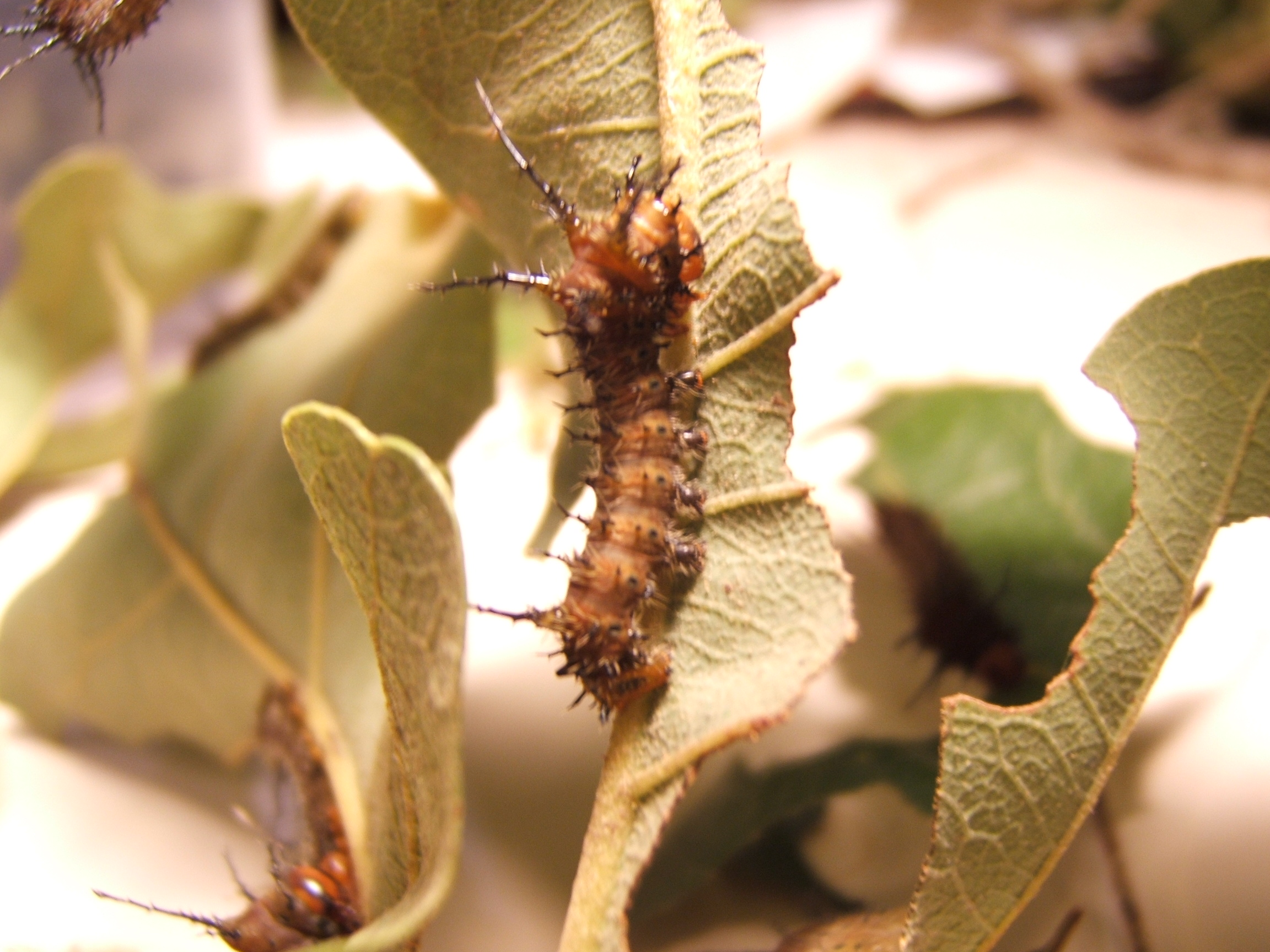